# 渡辺信英
渡辺 信英（わたなべ のぶひで、1941年（昭和16年）7月 - ）は、日本の法学者。博士（社会福祉学）、東北福祉大学名誉教授、郡山東都学園学校長、仙台北学園学校長。公益財団法人仙台微生物研究所理事、全国保育士養成協議会常任理事

## 人物・来歴
北海道函館市出身。北海道函館中部高等学校を経て、1970年に東洋大学大学院法学研究科博士課程を満期退学。1968年東北福祉大学の助教授に就任した。1979年に同教授となる。その後学生部長などを務め、1990年に社会福祉学部長、大学院社会福祉学研究科長、2002年、通信教育部が設置された際には、初代の通信教育部長も歴任した。
2008年に、総合福祉学部からスピンオフして設置された総合マネジメント学部長を兼務し、2009年4月より学長補佐、2015年4月より総合福祉学部長兼務解除の上で副学長に就任。2016年度時点で、大学院総合福祉学研究科長を務めている。現在は東北福祉大学名誉教授、郡山東都学園の学園長・学校長、仙台北学園の学園長・学校長、共生医学研究所代表取締役社長などに就任している。
専門は、民法（家族法）、福祉法学。修士（法学）、博士（社会福祉学）。
抜苦ネット理事長。日本臨床美術協会理事長。日本感性福祉学会会長。社会貢献学会会長。全国保育士養成協議会常任理事。日本社会福祉養成校協会監事。せんだいアビリティネットワーク理事長。日本感性福祉学会副理事長、共生医学研究所代表取締役など学会・医療・福祉関係を中心に社会活動をしている。
また、2021年に公益財団法人仙台微生物研究所の代表理事に就任した。
芸術関係での活動も目立つ。高山登（気仙沼リアスアーク美術館）、舘野泉（東北福祉大学けやきホール）、芹沢長介（東北福祉大学美術工芸館）、千葉和男・永井龍之介（仙台メデイアテーク）、渋谷るり子・原秀一（東北福祉大学けやきホール）などアーテイストとの対談・鼎談などが多い。

## 著書
- 『人権宣言論ーＷ・イエリネック改訂による』（南窓社、1978年）（青山武憲との共訳）
- 『労働法講義1』（南窓社、1981年）（編著）
- 『民法総則』（南窓社、1985年）（大竹榮との共著）
- 『労働法講義2』 （南窓社、1987年）（編著）
- 『親族法・相続法』（南窓社、1987年）（山川一陽との共編）
- 『民法判例集-総則』（南窓社、1991年）（山川一陽との共編）
- 『民法の基礎1』（南窓社、1992年）（大竹榮、東和敏との共著）
- 『福祉と文化-国際社会理解の複眼的アプローチ』（南窓社、2001年）（戸袋勝行、伊藤信太郎との共著）
- 『福祉のための家族法-親族編』（南窓社、2002年）
- 『福祉のための家族法-相続編』（南窓社、2002年）
- 『福祉のための行政法』（南窓社、2004年）
- 『介護事故裁判例から学ぶ福祉リスクマネジメント-高齢者施設編』（南窓社、2006年）
- 『福祉社会の家族法-親族編』（南窓社、2008年）
- 『福祉社会の家族法-相続編』（南窓社、2008年）
- 『福祉のための法学』（南窓社　2011年）…後述の『更生保護制度』として、内容変更の上で発売されることになったため、実際発売されることはなかった。
- 『更生保護制度』（南窓社　2011年）
- 『日本国憲法　人権と福祉』（南窓社　2014年）
- 『更生保護制度 改訂新版』（南窓社　2018年）

## 註釈
1. ↑  “函館中部高校・函中63期だより （午未の会）”. blog.livedoor.jp. 2020年8月20日閲覧。
2. ↑  総合マネジメント学部は、総合福祉学部の中で設置から新しいほうから2学科分を独立させたもの。
3. ↑  学部長メッセージ「総合福祉学部の魅力って何?」